# Schübelbach
Schübelbach es una comuna suiza del cantón de Schwyz, situada en el distrito de March. Limita al norte con las comunas de Wangen y Tuggen, al este con Benken (SG) y Reichenburg, al sureste con Glaris Norte (GL), al sur con Innerthal y Vorderthal, y al oeste Galgenen. A Schübelbach le pertenecen también el pueblo de Buttikon y una parte del pueblo de Siebnen.

## Historia
La primera mención a Siebnen se hace en el año 972 en un documento del monasterio de Einsiedeln. Buttikon aparece en el año 1045 mencionado con el nombre de Butinchouen. Fue en el año 1184 que el pueblo de Schübelbach aparece mencionado en un documento del Papa Lucius III bajo el nombre de Subelnebach. A mitad del siglo XIX varias familias recibieron la nacionalidad como consecuencia de la promulgación de una ley contra la ausencia de la patria (en alemán llamado Gesetz zur Bekämpfung der Heimatlosigkeit). Hasta el año 1550 Schübelbach se encontraba junto al algo de Tuggen, el cual se encontraba unido al lago de Zúrich y al lago Walensee, pero este lago de Tuggen ya no existe hoy en día.

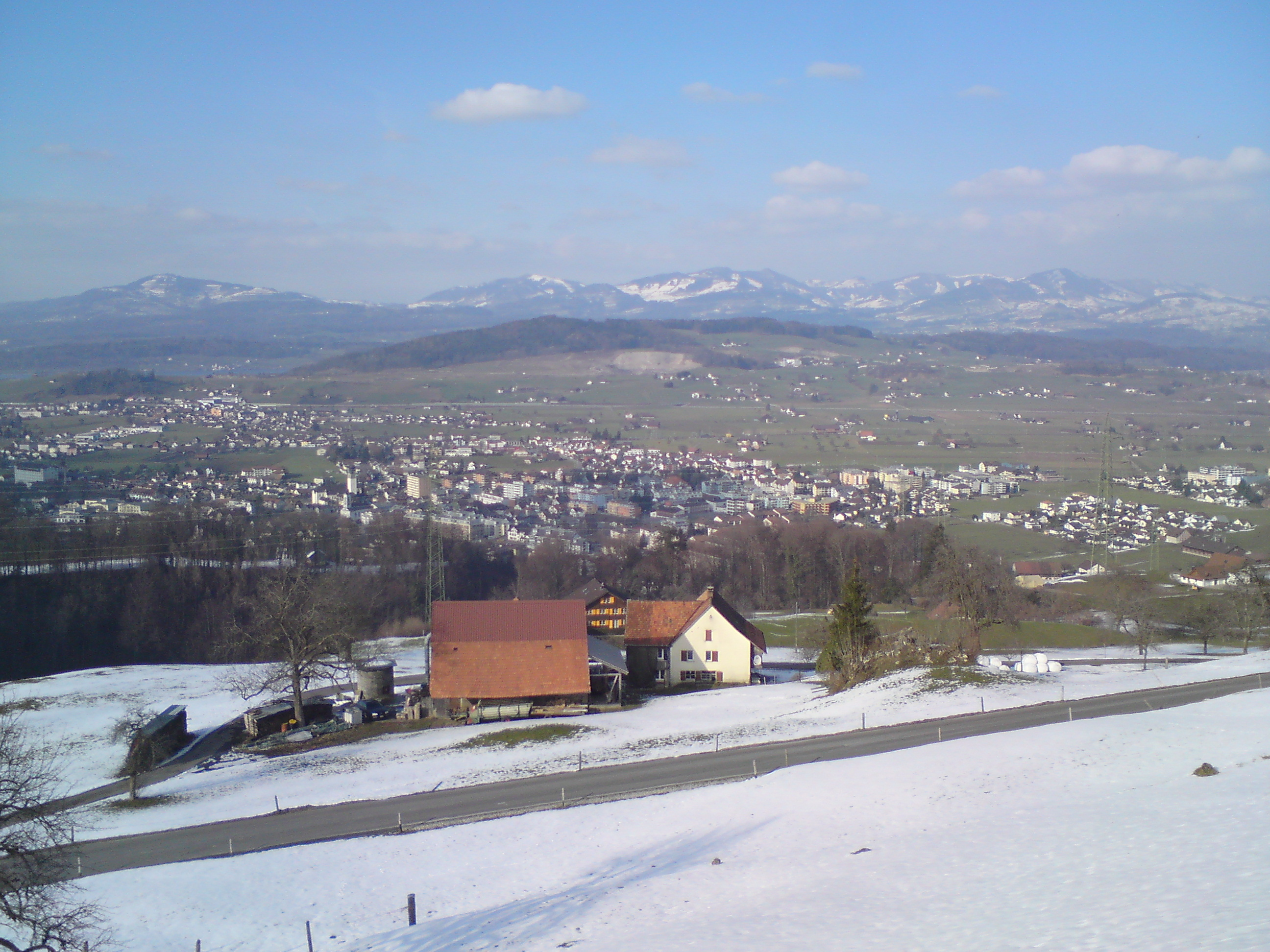
Vista de Siebnen, Schübelbach.